# Kauttua järnbruk

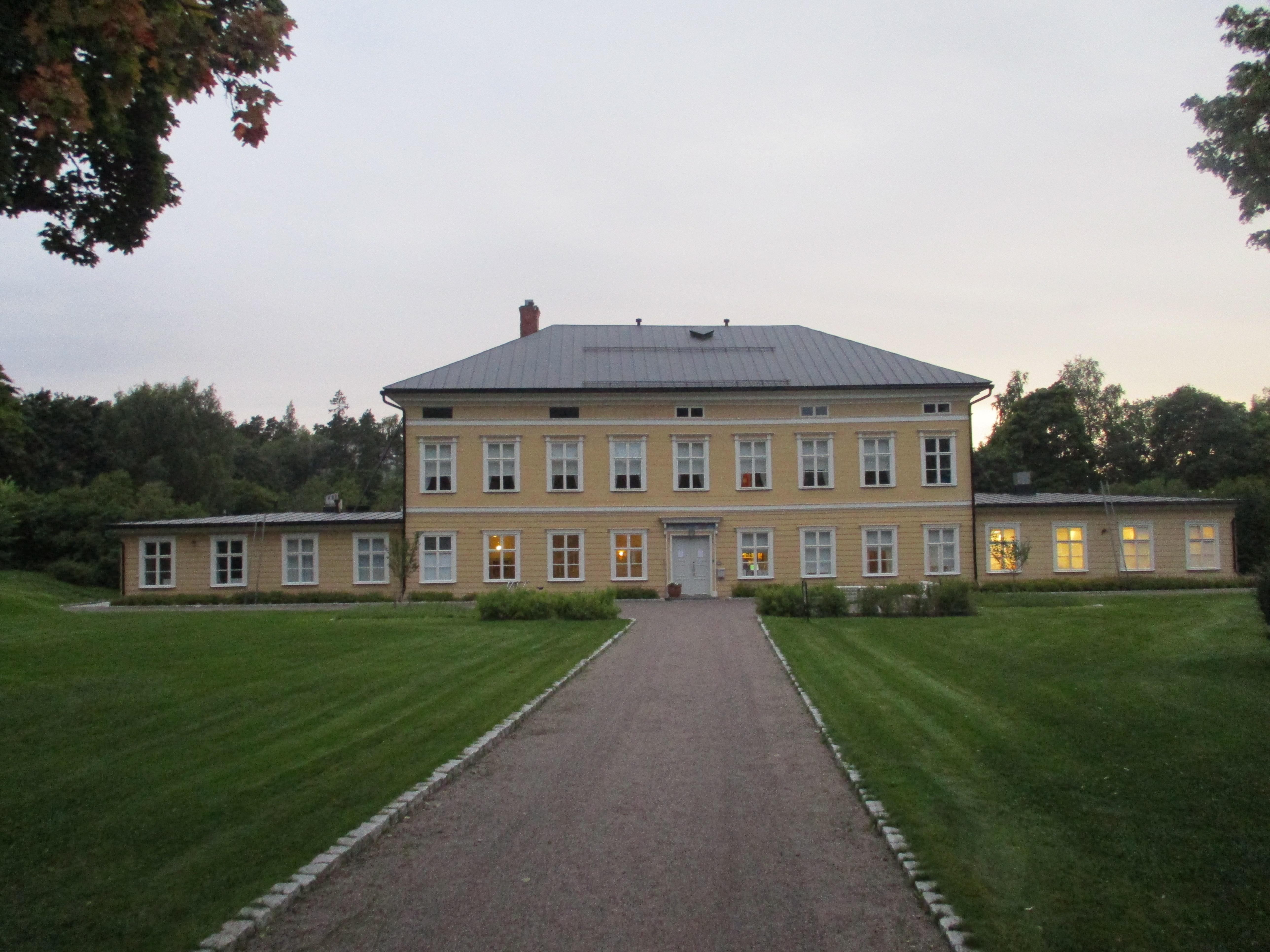
Kauttua huvudbyggnad från år 1802

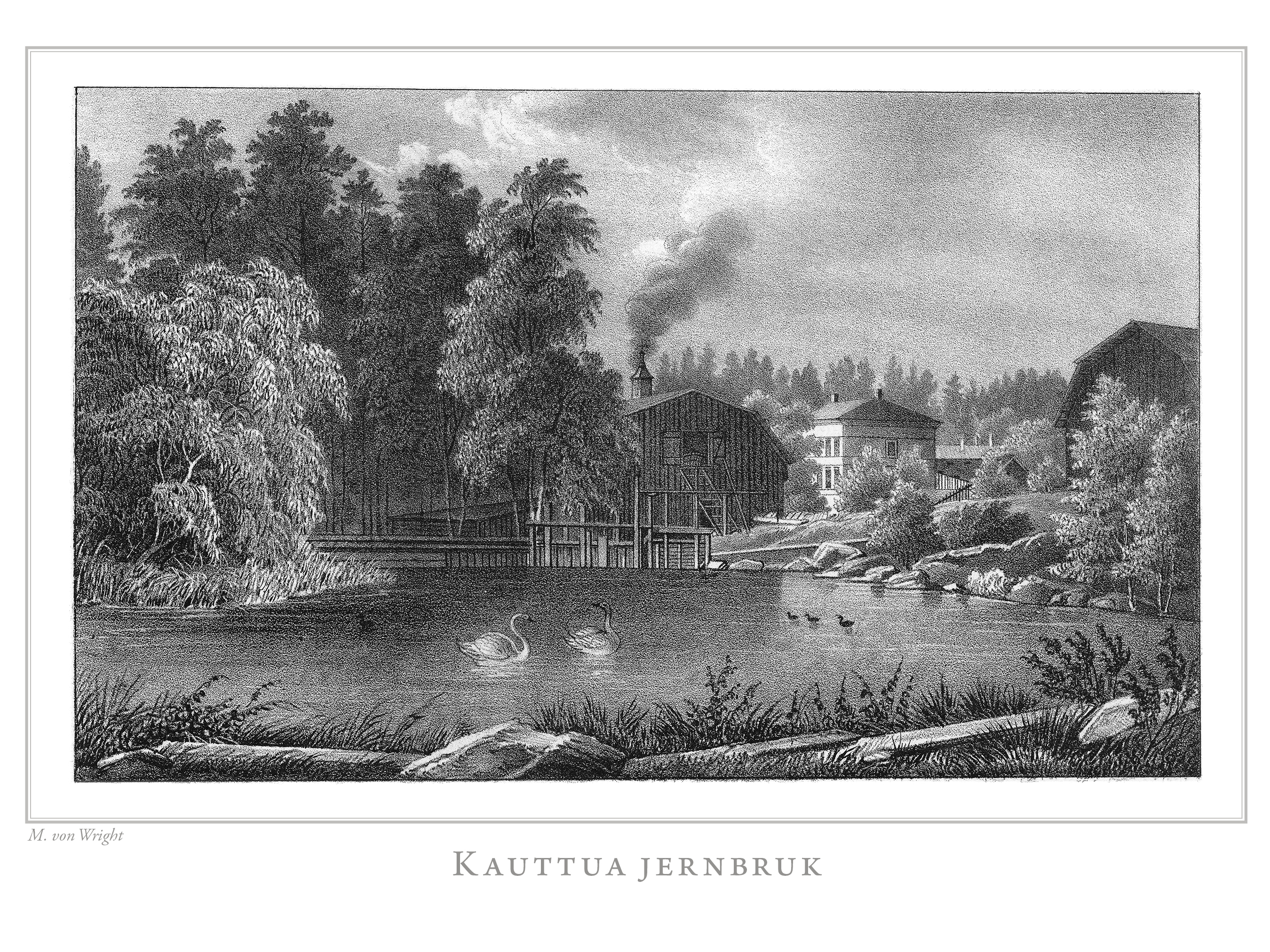
Litografi av Kauttua järnbruk i Finland framstäldt i teckningar utgiven 1845-1852.

Kauttua järnbruk ligger i Eura i nedre Satakunta. Det grundades av Lorentz Creutz den yngre år 1689 och lades ned år 1907.

## Historia
Lorentz Creutz far med samma namn var anställd vid bergskollegium och också inspektör över bergverken i Finland. Det var därför inte överraskande att han förde sin son in på samma bana. Den yngre Creutz (1646–1698) bedrev först universitetsstudier i Sverige och Tyskland och reste sedan omkring på kontinenten för att lära sig mer om mineral- och metallhantering. Vid återkomsten till hemlandet 1668 hade han redan utnämnts till assessor vid bergskollegium. Creutz gifte sig 1671 med Ebba Maria Fleming. På hennes gods Lehtis i Virmo uppförde han sitt första järnverk 1675 men det spolades bort i den första vårfloden. År 1680 utsågs Creutz till vice president i bergskollegium. Två år senare anlade han Forsby bruk i Pernå med en masugn och två stångjärnshammare, senare också en knipphammare. Till hustruns gård Yläne säteri i socknen med samma namn hörde en mjölkvarn där sjön Pyhäjärvi har sitt utlopp i Eura å. Där anlade Creutz en vattensåg år 1682. Under åren 1682–1685 verkade Creutz liksom fadern tidigare som direktör för bergverken i Finland. År 1684 köpte Creutz Tykö säteri i som blev ett brukscentrum med en masugn och en knipphammare på platsen, en stångjärnshammare i Kirjakkala, en annan i Pojoby, samt en stålmanufaktur i Hummeldahl (Mathildedal), allt i Bjärnå socken. Försöken att anlägga bruk i Högfors (Korkeakoski) i Kymmene socken och i Ulvsby i Sastmola socken gick om intet efter en konflikt med bergskollegium och Creutz lämnade kollegiet 1685. 

### Järnbruket i Kauttua
Vid forsarna i Kauttua fanns sedan reduktionen
en by med tio kronohemman. Creutz anhöll 1687 om att få anlägga en stånghammarsmedja vid forsen. Bränslet skulle komma från Yläne gård och tackjärnet från Tykö. Vid Eura ås mynning ville han anlägga en hamn där tackjärnet togs emot och stångjärnet skeppades ut. Privilegiet för verksamheten beviljades 1689. Bruket förblev länge det minsta i Finland. Så snart privilegiet hade beviljats uppfördes de byggnader som behövdes, dvs. hammarsmedjans hus, ett kollager, bostäder för de anställda och ekonomibyggnader för jordbruket. År 1691 var platsen färdigt bebyggd. Det fanns ingen bruksgata eftersom smedernas hus låg i en rad längs den allmänna landsvägen och på andra sidan vägen stupade marken brant ned mot forsen. Ännu under 1690-talet lät Creutz uppföra en huvudbyggnad för disponenten, brukskontoret och arbetsfolket. År 1692 började man hämta tackjärnet från den svenska sidan av Bottenhavet där masugnarna låg närmare till än den i Tykö. De flesta bondehemmanen löstes in för att garantera bruket bränsle och livsmedel. År 1697 flyttades stånghammaren från Kirjakkala till Kauttua, vilket vid Creutz död 1698 gjorde bruket till den fjärde största järnproducenten i Finland. Sonen Claes (1674–1704), som var ryttmästare vid Norra skånska kavalleriregementet, ärvde Kauttua bruk efter fadern.

### Släkten Timm
Handlanden i Stockholm Paul Timm (1668–1741) gav krediter åt bruksägare, bland dem också Claes Creutz. Eftersom skulden inte sköttes skrev Timm 1701 bruket för sig själv. Vid Creutz död övertog Timm bruket i Kauttua men först 1706 ingick han en överenskommelse med änkan om jordegendomarna. Vid en inspektion efter Stora nordiska kriget fann man att bruket var helt förfallet och att skogarna hade använts av bönderna för svedjebruk. En ny stångjärnshammare inrättades 1724 och två år senare fungerade också sågen och kolförrådet. Paul Timm ärvde 1729 efter sin syster Semla bruk i Bergslagen och började hämta därifrån det tackjärn som behövdes i Kauttua. Sonen Parmen Timm (1704–1750) började sköta Kauttua bruks affärer år 1733. Alltjämt hade man problem med kolbrist och de oklara ägoförhållandena, som dock reddes upp på vintertinget 1737. Genast efter det rustade Parmen Timm upp byggnaderna kring den centrala gården, förnyade stångjärnssmedjan och byggde nya bostäder för arbetsfolket. Han köpte också upp nya jordegendomar för att säkra koltillgången. År 1739 arrenderade han bruket av sin far för en tid av sex år men efter dennes död löste han 1743 ut sina syskon. År 1744 anhöll Timm om rätt att inrätta en knipphammare för vidare förädling av stångjärnet. Timm avled 1750 men hade under sin tid vid bruket fördubblat dess värde. Timms änka ingick ett andra äktenskap 1753 med hovrättsrådet Lars Magnus Nordstedt och bruket var utarrenderat först till honom, sedan till en annan person till år 1766. Det året återvände sonen i huset Johan Parmen Timm (1742–1801) från sina studier i Åbo. Under andra hälften av 1700-talet genomgick bruket inga större förändringar men många byggnader var i dåligt skick. Timm lät bland annat 1786 bygga en ny huvudbyggnad i två våningar, den första av herrgårdstyp på bruket. 

### Släkten Falck
Strax efter Johan Parmen Timms död, år 1802, gifte sig hans dotter Agatha Eleonora (1780–1837) med dåvarande häradshövdingen Anders Henrik Falck (1772–1851). Falck skötte bruket på heltid fram till 1816 och lät genast bygga en ståndsmässig bostad för sig och sin familj. Den uppfördes i nyklassicism i två våningar och i stället för en sluten mangård hade den trädgårdar på vardera sidan. Två lägre flyglar lades till år 1824. Han byggde också bostäder för smeder och arbetare längs Smedvägen som löper genom området. År 1806 kom turen till bruksanläggningen som efter ombyggnaden hade två stångjärnshammare, två spikhammare och en såg. Smidesrätten fördubblades också och produktionen var därefter den största bland de finländska järnbruken. Den nya ryska marknaden öppnade stora möjligheter. År 1812 lyckades Falck köpa ut alla samarvingar till bruket. År 1816 blev Falck ledamot av senatens justitiedepartement, 1820 i finansexpeditionen och 1828 vice ordförande där. I slutet av år 1831 tvingades Finlands generalguvernör Arsenij Zakrevskij avgå och hans fall blev också Falcks, som måste avgå 1833. Innan han avgick köpte han av kronan det förfallna Fredriksfors bruk (Leineberg) i Ulvsby, endast 35 km från Kauttua och där det fanns en masugn. Falck blev nu också den största tackjärnstillverkaren i landet. Under Falcks långa frånvaro hade hustrun skött affärerna i Kauttua men Falck flyttade tillbaka dit efter sitt avsked. Den sista arvslotten efter svärfadern säkrade Falck för egen del genom att efter den första hustruns död gifta sig år 1838 med hennes syster Johanna Karolina Timm (1785–1857). Efter Falcks död 1851 började bruket i Kauttua gå tillbaka, trots sonen Oscars (1807–1866) försök att diversifiera produktionen med bruksvaror, men metoderna på bruket var föråldrade då puddlingen blev allmännare i järnbearbetningen. Oscar Falcks änka sålde bruket år 1873.

### Släkten Ahlström

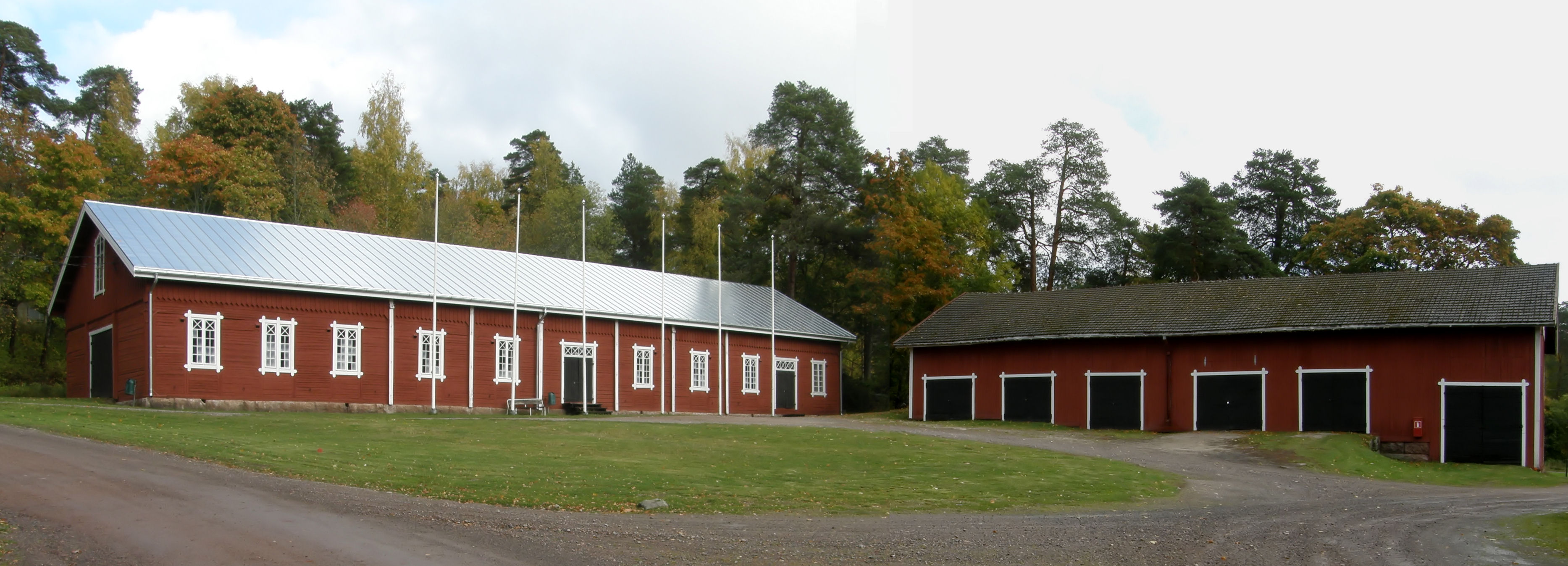
Kauttua bruks stallbyggnader från 1904

Köpare av Kauttua järnbruk var affärsmannan Antti Ahlström (1827–1896). Ahlström hade utöver jordbruk, vattenkvarn och lumppappersbruk på hemgården börjat syssla med trävaruhandel och sjöfart. Hans första industriköp var 1870 Norrmarks järnbruk som var en del av ett konkursbo med mångahanda industrier och därmed blev Ahlström i första hand en industriman. Ahlströms köp av Kauttua betydde att brukets ägare inte längre bodde på platsen och hans huvudsakliga intresse i bruken var deras skogsbesittningar. Ahlström moderniserade genast verksamheten i Kauttua och lyckades på tre år fördubbla stångjärnstillverkningen. Det minskade behovet av bränsle som följde av moderniseringen utnyttjade Ahlström till att satsa på sågade varor och grundlade flera ångsågar. År 1877 köpte han Fredriksfors bruk och då återgick man till att producera tackjärn där, som sedan bearbetades i Kauttua. I Kauttua var däremot sonen Wilhelm Ahlström (1855–1888) ny ägare från samma år till sin död. Omkring 1880 gick jordbruket om järnbruket i Kauttua bruks verksamhet och vid samma tid kom en ny tullgräns mot Ryssland som bromsade exporten dit. I Kauttua koncentrerade man sig allt mer på att tillverka manufakturprodukter men produktionen minskade efterhand. År 1888 efter sonens död köpte Antti Ahlström tillbaka Kauttua. Efter hans död 1896 sköttes företaget av en förmyndarstyrelse. Vid forsen anlades år 1905 ett träsliperi och år 1907 var det dags att lägga ned järnbruket.